# ختاپرنده
ختاپرنده(نام علمی: Cathayornis) نام یک سرده از رده پرنده است.